# 神村吉郎
神村 吉郎（かみむら きちろう、1867年4月9日（尚泰20年3月5日） - 1942年（昭和17年）1月24日）は、沖縄県出身の政治家、実業家。衆議院議員。琉球政府で行政副主席を務めた神村孝太郎は長男。

## 経歴
具志川間切天願（現うるま市字天願）で、代々地頭代を務める神村家の神村孝吉の長男として生まれる。1889年、沖縄県尋常師範学校を卒業し、帝国大学農科大学実科で学び、1892年に卒業した。
1894年、沖縄県属に就任。その後退官し、1898年、沖縄県農工銀行創立委員となり、1899年に設立後、監査役に就任。同年、謝花昇らと沖縄倶楽部を結成し自由民権運動に加わったが、1900年、農工銀行重役改選において支配者層につき取締役に選出された。具志川村会議員、沖縄県会議員、琉球砂糖 (株) 社長、沖縄毎日新聞社理事、沖縄共立銀行専務などを務めた。また、中頭郡組合立農事試験場長を務めるなど、果樹、園芸、畜産の経営も行った。
1912年5月、沖縄県最初の衆議院議員選挙（第11回総選挙）に出馬したが落選。1924年5月の第15回衆議院議員総選挙で沖縄県第三区から出馬して当選し、衆議院議員を一期務めた。

## 家族・親族

### 神村家（沖縄県具志川間切天願）[4]
- 祖父：孝慶（生没年不詳、享年77歳） - 豪農
- 父：孝吉（1830年 -  1890年） - 地頭代、孝慶七男（嫡子）
- 母：
- 弟：吉助（1881年 - 1958年）  - 神村医院・医院長、沖縄県会議員、孝吉次男
- 妻：ませい（1863年 - 1918年）
- 長男：孝太郎（1897年 - 1988年） - 琉球政府行政副主席、琉球電電公社初代総裁
  - 孫：孝栄（1920年 - ??） - 琉球放送報道局長
- 長女：政子 - 実業家・徳村太郎妻